# هلن
هلن (بالفارسية: هلن) (7 مايو 1961 في طهران، المملكة الإيرانية - )؛ مغنية إيرانية، اشتهرت في زمن المملكة الإيرانية في ظل الأسرة البهلوية قبل قيام نظام الجمهورية الإسلامية في العام 1979، وهي من أصول أرمنية.